# Jonathan (želva)
Jonathan (* odhad ca 1832 Seychely) je samec želvy obrovské (poddruhu Aldabrachelys gigantea hololissa), který žije v Jamestownu, hlavním městě britského zámořského území Svatá Helena. Je pokládán za pravděpodobně nejstarší žijící želvu na světě (přinejmenším žijící v zajetí). 

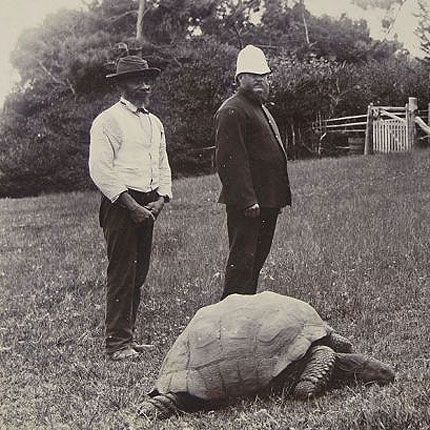
Fotografie z roku 1886, na níž je údajně Jonathan ve věku asi 50 let

Na základě toho, že byl na Svatou Helenu přivezen v roce 1882 a že na fotografii z roku 1886 je zachycen ve velikosti, kterou tento druh želvy dosáhne přibližně za 50 let, se rok jeho vylíhnutí odhaduje kolem roku 1832. Jde přitom jen o odhad, skutečný věk želvy není známý. Diskuse o jeho věku se rozpoutala poté, co britský deník Daily Mail uveřejnil fotografii z druhé búrské války, na níž se vedle búrského zajatce a britského vojáka nachází želva. V deníku se tvrdilo, že na fotografii je Jonathan ve věku přibližně 70 let. Podle turistické komory tohoto zámořského území je nejstarším živočichem na Svaté Heleně a je pokládán za pravděpodobně nejstarší žijící želvu na světě.
Jonathan je jediný přeživší ze čtyř želv, které byly na Svatou Helenu dovezené ze Seychelských ostrovů v roce 1882. Spolu s dalšími pěti želvami (Davidem, Speedym, Emmou, Fredrickem, Myrtlem) je v držení správy Svaté Heleny a žije na pozemku oficiální rezidence guvernéra, Plantation House. Kvůli šedému zákalu oslepl a také ztratil čich, což mu způsobilo problémy s hledáním potravy a proto ho krmí veterinář Joe Hollis.
Vyobrazení Jonathana se nachází na reversu pětipencové mince svatohelenské libry. Pro případ jeho úmrtí se místní komunita shodla na vystavení jeho krunýře (namísto „morbidního a zastaralého“ vypreparování) a vztyčení bronzové sochy na ostrově.